# Pyrops
Pyrops es un género de insecto hemíptero que se encuentra principalmente en el sureste asiático y que contiene unas 60 especies. Algunos autores han usado o aún usan el nombre genérico Laternaria, pero este nombre fue suprimido en 1955 por una resolución oficial de la ICZN (Opinión 322.) La especie tipo es Pyrops candelaria. Son insectos bastante grandes, debido sobre todo a una proyección cefálica alargada, a modo de cuerno, que se curva hacia arriba. Las alas suelen presentar colores brillantes dispuestos en dibujos contrastados, por lo que son muy populares entre los coleccionistas.
En el género Pyrops los nombres de las especies deben seguir las reglas de la Comisión Internacional de Nomenclatura Zoológica; es decir, como el nombre del género es de género gramatical masculino, los nombres específicos que son adjetivos deben concordar con esa forma masculina (e.g., subocellata se debe convertir en subocellatus), aunque numerosos autores los han tratado usual, pero incorrectamente, como femeninos. Según las reglas actuales, en zoología, los nombres genéricos terminados en -ops deben tratarse como masculinos independientemente del uso original que se les haya dado (ICZN Capítulo 7, Artículo 30.1.4.3). El nombre de la especie tipo es un sustantivo en aposición y por tanto no puede cambiarse.
Un análisis filogenético molecular sugiere que este género es el taxón hermano de Saiva y juntos forman la tribu Pyropsini.

## Especies
- Pyrops aeruginosus (Stål, 1870)
- Pyrops agusanensis (Baker, 1925)
- Pyrops andamanensis (Distant, 1880)
- Pyrops astarte (Distant, 1914)
- Pyrops astroalbus (Distant, 1918)
- Pyrops basiniger (Schmidt, 1905)
- Pyrops chimara (Schumacher, 1915)
- Pyrops clavatus (Westwood, 1839)
- Pyrops coelestinus (Stål, 1863)
- Pyrops connectens (Atkinson, 1885)
- Pyrops conspersatus (Bierman, 1910)
- Pyrops cyanirostris (Guérin-Méneville, 1845)
- Pyrops delessertii (Guérin-Méneville, 1840)
- Pyrops dohrni (Schmidt, 1905)
- Pyrops ducalis Stål, 1863
- Pyrops effusus (Distant, 1891)
- Pyrops erectus (Schmidt, 1905)
- Pyrops evanescens (Distant, 1905)
- Pyrops exsanguis (Gerstaecker, 1895)
- Pyrops farinosus Bierman, 1910
- Pyrops fumosus (Baker, 1925)
- Pyrops guttatus (Walker, 1858)
- Pyrops heringi (Schmidt, 1905)
- Pyrops hobbyi (Lallemand, 1939)
- Pyrops incertus (Schmidt, 1923)
- Pyrops intricatus (Walker, 1857)
- Pyrops karenius (Distant, 1891)
- Pyrops lathburii (Kirby, 1818)
- Pyrops lautus (Stål, 1870)
- Pyrops maculatus (Olivier, 1791)
- Pyrops maquilinganus (Baker, 1925)
- Pyrops monetarius (Noualhier, 1896)
- Pyrops nigrirostris (Walker, 1858)
- Pyrops oculatus (Westwood, 1839)
- Pyrops orientalis Lallemand, 1956
- Pyrops peguensis (Schmidt, 1911)
- Pyrops peltzeri (Schmidt, 1926)
- Pyrops philippinus (Stål, 1870)
- Pyrops polillensis (Baker, 1925)
- Pyrops pyrorhynchus (Donovan, 1800)
- Pyrops pyrrhochlorus (Butler, 1874)
- Pyrops pythicus (Distant, 1891)
- Pyrops rogersi (Distant, 1906)
- Pyrops ruehli Schmidt, 1926
- Pyrops samaranus (Baker, 1925)
- Pyrops sapphirinus (Schmidt, 1908)
- Pyrops sidereus (Distant, 1905)
- Pyrops spinolae (Westwood, 1842)
- Pyrops subocellatus (Guérin-Méneville, 1840)
- Pyrops sultana (Adams, 1847)
- Pyrops transversolineatus (Baker, 1925)
- Pyrops viridicastaneus (Baker, 1925)
- Pyrops viridirostris (Westwood, 1848)
- Pyrops vitalisius (Distant, 1918)
- Pyrops watanabei (Matsumura, 1913)
- Pyrops whiteheadi (Distant, 1889)
- Pyrops woodi (Ollenbach, 1929)
- Pyrops zephyrius (Schmidt, 1907)

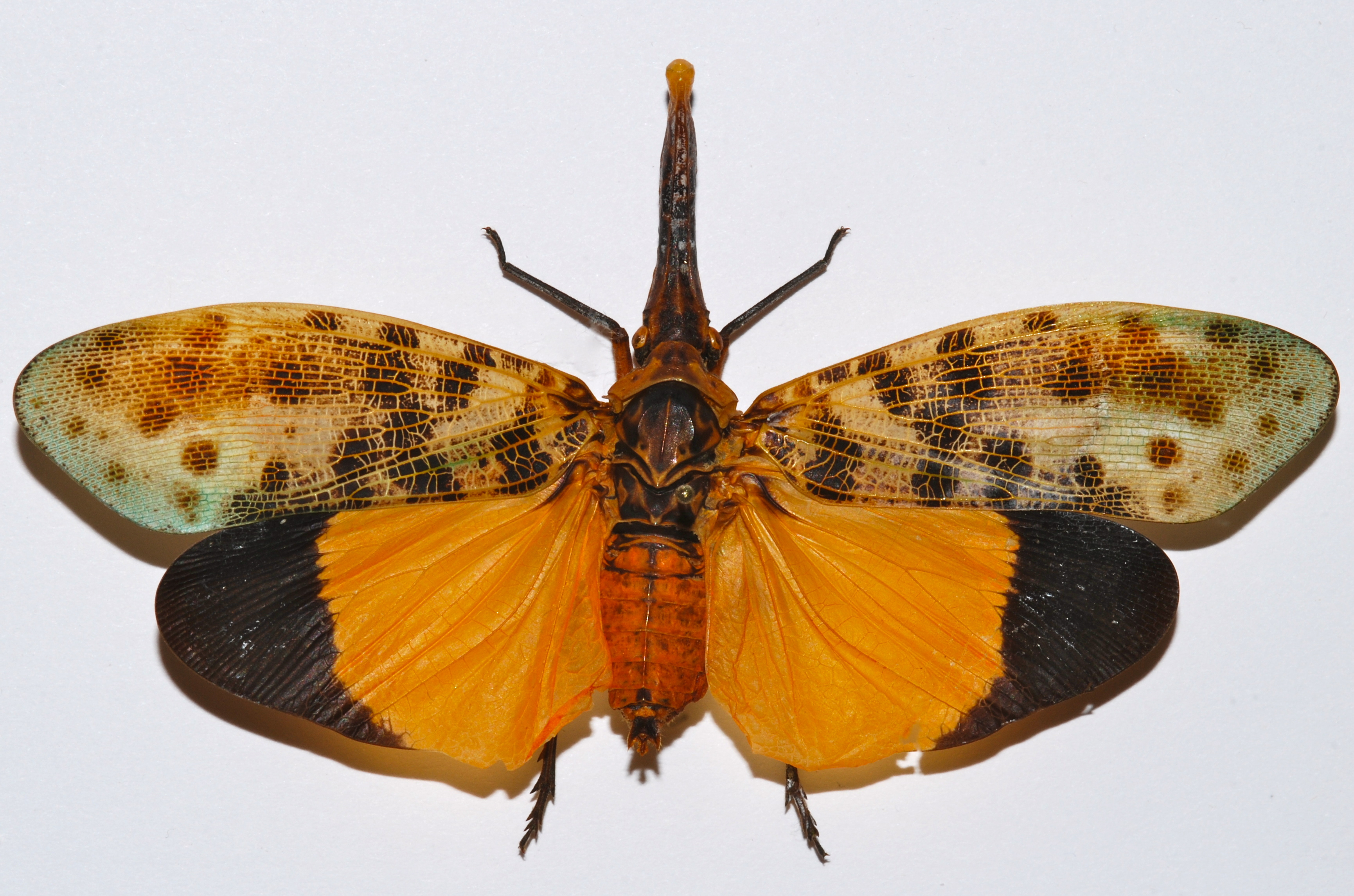
Pyrops astarte
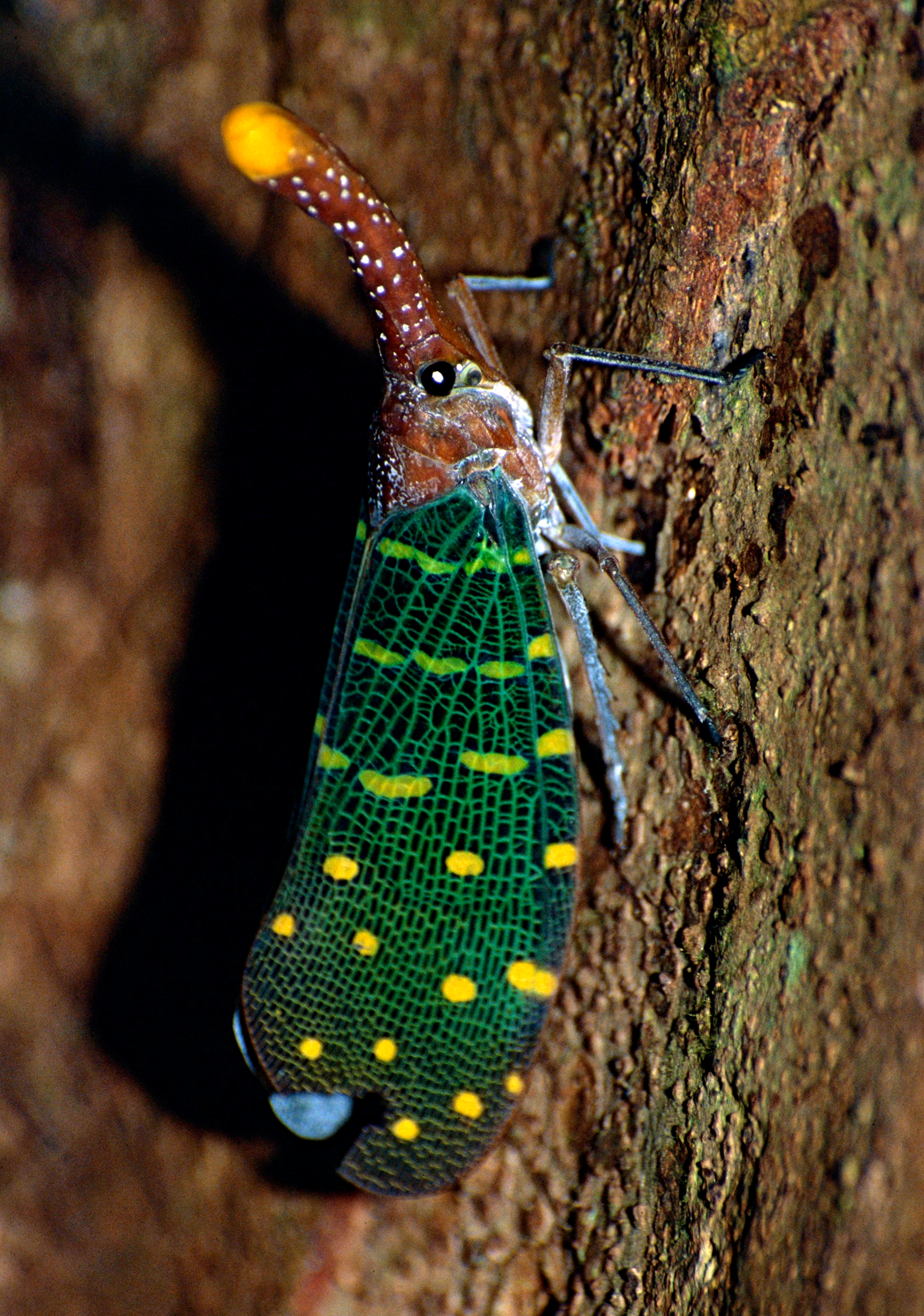
Pyrops intricatus
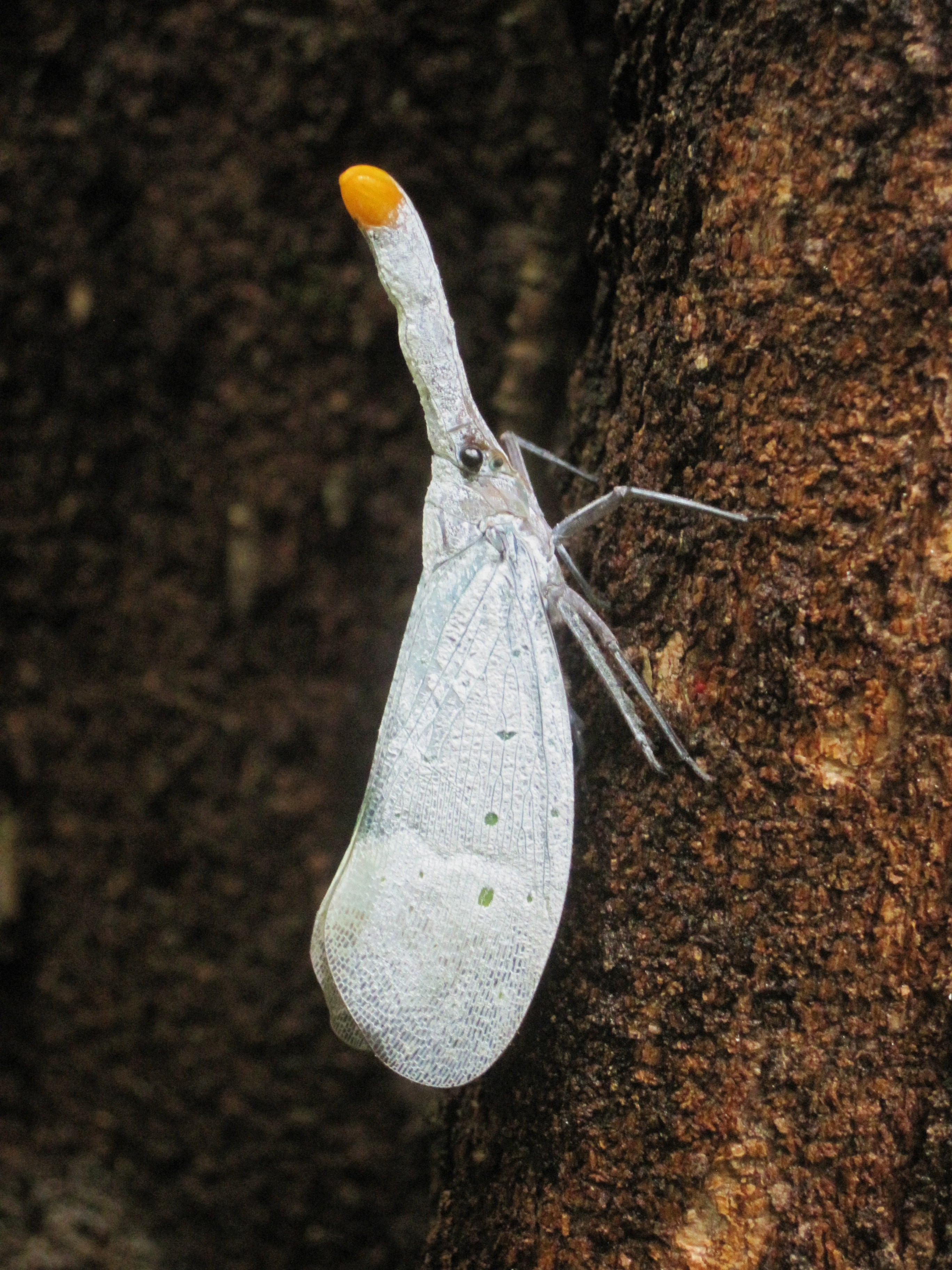
Pyrops ruehli